# Корабелам, стоявшим насмерть
Памятник «Корабелам, стоявшим насмерть» посвящён подвигу работников судоремонтных заводов «Северной верфи» в годы блокады Ленинграда и Великой Отечественной войны. Памятник находится в Санкт-Петербурге на территории «Северной верфи» (адрес предприятия — Корабельная улица, дом 6).
В те годы завод носил название «Судостроительный завод имени А. А. Жданова». За годы войны на его верфях было построено более двадцати кораблей, которые были введены в строй и направлены в состав Балтийского флота. Более трёх тысяч работников завода ушли в народное ополчение.
Памятник был установлен в 1972 году, над ним работали архитектор Г. А. Израилевич и скульптор К. М. Симун. На памятнике выбит текст, авторами которого являются два сотрудника «Северной верфи» — А. А. Антонов и В. В. Лавров.
В памятные и траурные даты у памятника проводятся торжественные мероприятия, возлагаются цветы. Организаторами таких мероприятий выступают работники Северной верфи.

## Описание памятника
Памятник представляет собой гранитную стелу, являющуюся стилизованным изображением носа корабля, на которой помещено несколько бронзовых рельефов. Спереди стела окрашена в два цвета — серый и красный, разделенные белой ватерлинией. Наверху на сером фоне расположена красная пятиконечная звезда, ниже которой находится текст, давший название памятнику:
«Корабелам, стоявшим насмерть»
Под ними находятся даты:
«1941-1945»
По бокам стелы находятся бронзовые щиты, имитирующие изнанку обшивки корабля, на них — бронзовые же надписи со следующими текстами:
«Отсюда в годы, в ночи, в дни шли в бой, шли в боль, шли в бессмертье отцы, солдаты, корабли»
«Ставшим гранитом пред вражьей ордою, за Ленинград, за народ, за завод. Вечная память павшим героям, вечная слава тому, кто живет»
Рядом со стелой находится гранитный камень, помещённый на небольшой искусственный земляной холм. На камне выбиты наименования кораблей, построенных на заводе в годы войны:
"Эсминцы: «Яков Свердлов», «Ленин», «Гневный», «Гордый», «Скорый»
На другой стороне камня выбито ещё несколько названий кораблей:
"Тральщики «Ударник», «Фугас», «Патрон», сторожевики «Циклон», «Буря», «Пурга», «Бриллиант», «Жемчуг», «Снег»
Ниже перед камнем находится гранитная табличка, на которой написано:
«Памяти моряков и кораблей, построенных на заводе, и героически погибших в 1941—1945 годах»